# Phaenostictus mcleannani
Phaenostictus mcleannani là một loài chim trong họ Thamnophilidae.